# Світозарево
Світоза́рево (рос. Светозарево) — присілок у складі Слободського району Кіровської області, Росія. Адміністративний центр Світозаревського сільського поселення.
Населення становить 354 особи (2010, 404 у 2002).
Національний склад станом на 2002 рік — удмурти 84 %.